# GIF
GIF (англ. Graphics Interchange Format — «формат для обмена изображениями») — растровый формат графических изображений. Способен хранить сжатые данные без потери качества в формате не более 256 цветов. Не зависящий от аппаратного обеспечения формат GIF был разработан в 1987 году (GIF87a) в фирме CompuServe для передачи растровых изображений по сетям. В 1989-м формат был модифицирован (GIF89a): были добавлены поддержка прозрачности и анимации. GIF использует LZW-компрессию, что позволяет сжимать файлы, в которых много однородных заливок (логотипы, надписи, схемы). Долгое время GIF был одним из наиболее распространённых форматов в интернете.

## Произношение названия
Создатели формата произносили его название как «джиф» /dʒɪf/. Тем не менее, в англоязычном мире широко используется и произношение «гиф» /gɪf/, основанное на том, что GIF — сокращение от Graphics Interchange Format. Оба варианта произношения указаны как правильные словарями Oxford English Dictionary и American Heritage Dictionary.
В русском языке файлы в формате GIF обычно называют «ги́фками».

## Область применения
Изображение в формате GIF хранится построчно, поддерживается только формат с индексированной палитрой цветов. Стандарт разрабатывался только для поддержки 256-цветовой палитры.
Один из цветов в палитре может быть объявлен «прозрачным». В этом случае в программах, которые поддерживают прозрачность GIF (например, большинство современных браузеров) сквозь пиксели, окрашенные «прозрачным» цветом, будет виден фон. «Полупрозрачность» пикселей (технология альфа-канала) не поддерживается.

### Анимированные изображения
Формат GIF поддерживает анимационные изображения. Они представляют собой последовательность из нескольких статичных кадров, а также информацию о том, сколько времени каждый кадр должен быть показан на экране. Анимацию можно сделать цикличной (англ. loop), тогда вслед за последним кадром начнётся воспроизведение первого кадра и т. д.
GIF-анимация может использовать прозрачность для того, чтобы не сохранять очередной кадр целиком, а только изменения относительно предыдущего.
Недокументированной, но поддерживаемой возможностью является сохранение большего количества цветов с помощью анимированного GIF с нулевой задержкой между кадрами. При этом преодолевается ограничение в 256 цветов: каждый кадр содержит свою палитру[уточнить].

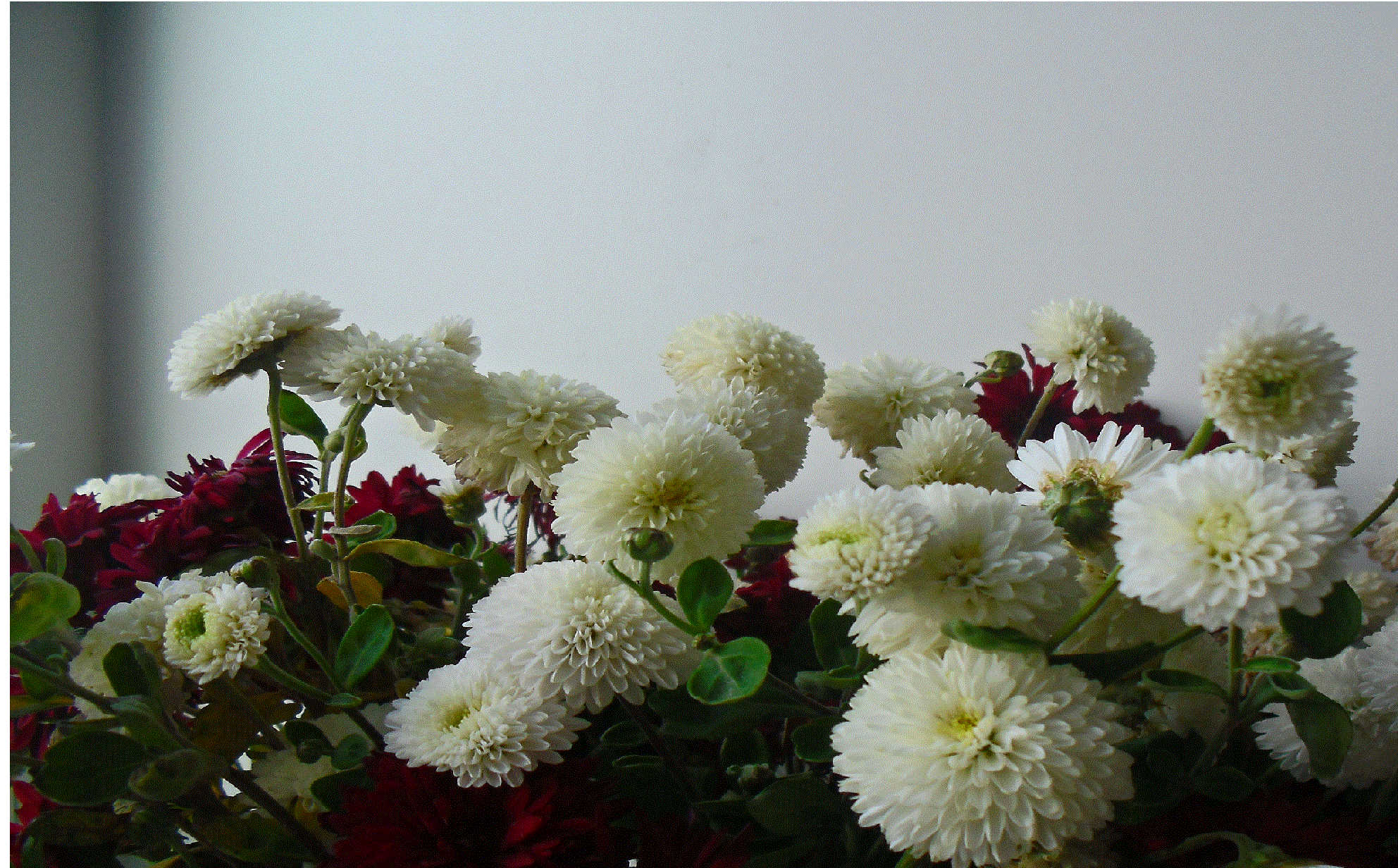
Пример многоцветной фотографии в формате gif: оригинальные цвета видны только при отображении в оригинальном разрешении

### Сжатие
GIF использует формат сжатия LZW. Таким образом хорошо сжимаются изображения, строки которых имеют повторяющиеся участки. В особенности изображения, в которых много пикселей одного цвета по горизонтали.
Алгоритм сжатия LZW относится к форматам сжатия без потерь. Это означает, что восстановленные из GIF данные будут в точности соответствовать упакованным. Это верно только для 8-битных изображений с палитрой, для цветной фотографии потери будут обусловлены переводом её к 256 цветам.
Метод сжатия LZW разработан в 1978 году израильтянами Абрахамом Лемпелем и Якобом Зивом, а позднее доработан в США Терри Велчем. LZW сжимает данные путём поиска одинаковых последовательностей (они называются «фразы») во всём файле. Выявленные последовательности сохраняются в таблице, им присваиваются более короткие маркеры (ключи).
Метод LZW, так же, как и RLE, лучше действует на участках однородных, свободных от шума цветов, он действует гораздо лучше, чем RLE, при сжатии произвольных графических данных, но процесс кодирования и распаковки происходит медленнее.

### Чересстрочный GIF
Формат GIF допускает чересстрочное хранение данных. При этом строки разбиваются на группы, и меняется порядок хранения строк в файле. При загрузке изображение проявляется постепенно, в несколько проходов. Благодаря этому, имея только часть файла, можно увидеть изображение целиком, но с меньшим разрешением.
В чересстрочном GIF’е сначала записываются строки 1, 9, 17 и т. д. Таким образом, загрузив 1/8 данных, пользователь будет иметь представление о целом изображении. Вторым проходом следуют строки 5, 13, 21, разрешение изображения в браузере ещё вдвое увеличивается. Наконец, третий и четвёртый проход передают (3, 7, 11, 15, 19…) и (2, 4, 6, 8, …). Таким образом, задолго до окончания загрузки файла пользователь может понять, что внутри, и решить, стоит ли ждать полной загрузки изображения. Чересстрочная запись незначительно увеличивает размер файла, но это, как правило, оправдывается приобретаемым свойством.
Маска, используемая в GIF:
| 1 4 3 4 2 4 3 4 |

## История

Существует две спецификации формата GIF — GIF 87a и GIF 89a.
Первая спецификация была создана в 1987 году компанией CompuServe для замены устаревшего формата RLE. GIF стал популярен в ходе развития интернета, так как позволял использовать более компактные (по размеру файла) по сравнению с другими форматами картинки на веб-страницах. Хотя к настоящему времени формат во многом устарел и для его замены создан формат PNG, он по-прежнему широко используется. GIF-формат востребован при создании так называемых синемаграфов.

## Патенты
GIF первоначально использовал проприетарные алгоритмы, однако срок действия патентов на них истёк. В США патент на алгоритм сжатия LZW, использующийся в GIF (патент № 4 558 302), истёк 20 июня 2003 года. Срок действия канадского патента завершился 7 июля 2004 года. Действие патента для Великобритании, Франции, Германии и Италии завершилось 18 июня 2004 года, а для Японии — 20 июня 2004 года.
Срок действия последнего патента на GIF истёк 11 августа 2006 года.

## Альтернатива
Существует формат APNG, созданный в 2004 году, использующий 24-битные цвета и 8-битную полупрозрачность, работающий в браузере Mozilla Firefox начиная с 2007 года. Некоторые программы и расширения также поддерживают APNG.